# Ждребац (Артемис Фаул)
Ждребац (ен. Foaly) је кентаур-техничар у серији књига „Артемис Фаул”. Он је мозак иза сваке операције ЛЕПрикона, али је ужасно параноичан и чак носи шешир од алу-фолије да би спречио да му (не зна се ко) скенирају мозак и читају мисли. Изузетно је паметан и диви се Артемису, будући да је он једини који разуме његова техно-наклапања, или, како их он назива, „објашњења”. Ова „објашњења” се завршавају тиме да особа којој су намењена буде још више збуњена него пре. Ждребац је заслужан за напредак вилинске технологије која је много испред наше.
Омиљена забава му је да нервира командира Џулијуса Рута, али за Холи Шорт зна да му је најбољи пријатељ.